# 松下英美
松下 英美 （まつした えいみ、1973年8月17日 - 、）は、日本のAV女優。

## 略歴
神奈川県出身。1990年代前半に活動した。1992年より英知出版系の雑誌でグラビア活動を行う。1993年に入り成人映画でスクリーンデビューするとともに、オムニバスのAV作品に出演。同年5月にはAV『天使の迷宮』（LUNA）で本格デビューした。
AV雑誌「アップル通信」では長期にわたってコラムを連載していた。またグラビアでは「マニア倶楽部」のようなSM雑誌や、制服もののオムニバス写真集などにも登場した。

## 人物
異なるプロフィールがいくつかある。
- 「天使の迷宮」（1993年）のケース裏面のプロフィールでは、身長162cm 、B:85・W:59・H:88としている[1]。

趣味:スポーツ。
好きな食べ物:アイスクリーム。好きな言葉:思いやり。

## 出演作品

### AV（オリジナル作品）
1992年
- ザ・セーラー服 5 松下英美・河合あすか 他（12月26日、メディアステーション）

1993年
- 女学生通信 6 	松下英美・白木麻実（1月17日、宇宙企画）
- 天使の迷宮（5月22日、LUNA）※AV本格デビュー
- 眠らない性欲（6月21日、LUNA）
- ランジェリー・コレクション 14 松下英美・星野くるみ・我飛ひかり 他（7月10日、英知出版）
- ザ・セーラー服コレクション 松下英美・沢田奈緒美・鈴木奈緒 他（7月12日、メディアステーション）全6名
- Follow me（7月27日、大洋図書）
- 生でドピュドピュ注射して…（8月31日、eve）
- 若奥様は女王様 いいから私をなめなさい（9月29日、エイトマン）共演：有森麗
- あぶない完熟娘（10月15日、エイ・ヴィ・ジャパン|Five Stars）
- おしゃぶり天国　お口にいれて 五十嵐こずえ・松下英美 他（11月1日、オー・ケイ出版社）全5名
- 肉獣の館（11月6日、Astro （笠倉出版社））
- New OL倶楽部 	奥山香・松下英美（11月21日、宇宙企画）
- 制服の告白シリーズ 女校生の女（レズ）遊び（11月、Madonna Mate）共演：中上絵奈、三井彩、柏木えり、鈴木麻子
- 女校生の女（レズ）遊び 中上絵美・松下英美 他（12月25日、二見書房）全6名

1994年
- ナース物語 濡れた茂み 松下英美・新堂有望・藤谷しおり 他（9月16日、笠倉出版社）全8名
- 制服コスプレ図鑑 2 松下英美・藤村真澄 他（9月18日、宇宙企画）
- 迷宮の女（11月、テー・ピー・エス）
- BABY ACTION（エロス）

発売年不明
- 瑠璃色の目覚め（マスコット）※ヘアヌードビデオ

### AV（主な編集作品）
- 平成かぐや姫伝説 ベストセレクション（1993年9月4日、新東宝）全4名
- ナース快楽館 10（1993年12月15日、ファイブスター）全5名
- いんらん娘 一触即発（1994年2月12日、笠倉出版社）他出演：有森麗　『あぶない完熟娘』、有森麗作品より編集
- おしゃぶり上手な天使たち１ 柏木綾・松下英美・武田りつ子 他（1994年3月23日、オー・ケイ出版社 OKV07-16）全6名
- 性豪スペルマ天国 7 新堂有望・高原愛美・美里真理・松下英美 他（1994年3月25日、ファイブスター）全5名
- AV TOPギャルズベスト10 7 あぶない贈り物 佐々木優・松下英美・有森麗・新堂有望 他（1994年4月1日、笠倉出版社 AJV74-82）全10名
- ムーンライトバニースペシャル 3 松下英美・朝岡実嶺 他（1994年、ファイブスター）全5名
- おしゃぶりゴックン21（1995年2月11日、オー・ケイ出版社 OKV07-29）全21名
- エッチな看護婦さんスペシャル 	五十嵐こずえ・松下英美・田村香織 他（2001年2月28日、エイトマン）全6名

### AV DVD（編集作品）
- 爆乳巨乳美乳20年史 Deluxe 1 可愛ゆう・菊池エリ・橘優樹・松下英美 他（2004年1月30日、ディースリー）全20名
- Legend special vol.93（2015年8月21日、エー・エス・ジェイ）※「天使の迷宮」「眠らない性欲」「生でドピュドピュ注射して…」を収録

### 映画
- 超いんらん 色情不倫妻（1993年1月8日公開、配給：エクセス）監督:浜野佐知[2]
- 若奥様 不倫漏す（1993年7月2日公開、配給：エクセス）監督:珠瑠美[3]
- 熟女スワップ 獣のように（1994年1月7日公開、配給：新東宝）監督:珠瑠美[4]

ビデオ版：熟女スワップ 獣のように（熟女乱交 獣のあえぎ）（1994年9月3日、新東宝）監督:珠瑠美
- 水沢早紀の愛人志願（1994年10月14日、配給：エクセス）監督:浜野佐知[5]

ビデオ版：水沢早紀の愛人トリップ（1996年1月25日、エクセス）
- 勝手にしやがれ!! 脱出計画（1995年8月12日、配給：ケイエスエス）監督:黒沢清[6]

### テレビドラマ
- 部屋においでよ 第10話 ニンシンですか（1995年3月17日、TBS）

### ゲーム
- THE・野球拳 パート19（NEWジャトレ） 共演：中上絵奈、豊田みづほ、憂木瞳 ※アーケードゲーム
- THE野球拳 バニーガール編（NEWジャトレ） 共演：中上絵奈、豊田みづほ、憂木瞳

パート19のパソコン版ソフト

## 雑誌
- VIP MAGAZINE 1992年11月号（ミリオン出版）
- すッぴん 1992年12月号（英知出版）
- おたのしみ生撮女子高生 1992年12月号（考友社出版）
- 魅惑のランジェリー 1993年1月号（光彩書房）
- 美少女club 1993年2月号（サン出版）
- AVいだてん情報 1993年7月号（大洋図書）
- オレンジ通信 1993年8月号（表紙）（東京三世社）
- GAL’Sコレクション 冬 1994年1月号（少年画報社）